# WRECKS4ALL Projekat
Projekat WRECKS4ALL, pod nazivom "Zaštita podvodnog nasleđa kroz digitalizaciju i valorizaciju kao novi oblik turističke ponude", je projektna inicijativa koju je ko-finansirala Evropska unija u okviru Interreg IPA Programa prekogranične saradnje Hrvatska - Bosna i Hercegovina - Crna Gora 2014-2020. Projekat je imao za cilj da promoviše razvoj ronilačkog turizma i očuvanja podvodno kulturno nasleđe istočnog Jadrana integrišući digitalnu tehnologiju u turističku ponudu. Projekat i inicijativu je vodio Univerzitet Crne Gore.

## Ciljevi
Glavni cilj projekta WRECKS4ALL bio je jačanje i diversifikacija turističkog sektora u istočnom Jadranu fokusiranjem na podvodno kulturno nasleđe kroz prekogranično upravljanje, zaštitu, promociju i valorizaciju . Ovo je obuhvatilo nekoliko specifičnih ciljeva:
- Poboljšanje stanja sistema vezanih za podvodno kulturno nasleđe u regionu.[2]
- Digitalno dokumentovanje i zaštita podvodnog nasleđa.[2][3]
- Promovisanje podvodnog nasleđa kao segmenta održivog turizma.[2]
- Unapređenje nacionalnih kapaciteta za digitalnu dokumentaciju podvodnog kulturnog nasleđa, posebno kroz obuku u fotogrametrijskim metodama.[2][4]

## Aktivnosti i rezultati

###### Digitalizacija i virtuelna iskustva
Razvoj proizvoda virtuelne stvarnosti (VR) i proširene stvarnosti (AR) koji imaju temu istorijski narativ podvodno kulturno nasleđe. Kreiranje virtuelne mape koja prikazuje lokacije podvodnog kulturnog nasleđa. Razvoj mobilne aplikacije "Wrecks4all" za IOS i Android uređaje, koja koristi 3D i AR tehnologiju.

###### Dostupnost i promocija:
Uspostavljanje tri sobe virtuelne realnosti u Splitu (Hrvatska), Mostaru (Bosna i Hercegovina) i Kotoru (Crna Gora), omogućavajući posetiocima da dožive podvodne lokacije kroz VR tehnologiju i istorijsku naraciju. Proizvodnja tematske kulturne rute, fizičke mape i brošura koje detaljno opisuju olupine i podvodno kulturno nasleđe u istočnom Jadranu.

###### Obuka i izgradnja kapaciteta:
Kursevi obuke su sprovedeni za 60 pojedinaca u zemljama učesnicama projekta na teme upravljanja destinacijama podvodnog turizma i promociji podvodne kulturne baštine.  Obuka u podvodnoj arheologiji i fotogrametrijskom snimanju je pružena za 42 pojedinca.

### Lokalni i regionalni uticaj
Projekat je imao uticaj na razvoj ronilačkog turizma, pristup podvodnom kulturnom nasleđu i uspostavljanje prekogranične saradnje u istočnom Jadranu. Sobe virtuelne realnosti u Kotoru, Splitu i Mostaru učinili su podvodno kulturno nasleđe dostupnim široj publici. U Crnoj Gori, projekat je doprineo podizanju svesti o ronilačkom turizmu i osnivanju istraživačkih jedinica na Univerzitetu Crne Gore. U Bosni i Hercegovini, WRECKS4ALL je doprineo digitalnom dokumentovanju lokaliteta podvodne kulturne baštine. U Hrvatskoj, projekat je poboljšao digitalnu interpretaciju podvodnih lokacija.

## Partnerstvo i finansiranje
Projekat je vodio Univerzitet Crne Gore. Ostali partneri su bili:
- Turistička zajednica Hercegovačko-neretvanskog kantona, Mostar, Bosna i Hercegovina[11][2][1]
- Hrvatski pomorski muzej, Split, Hrvatska[11][2][1]
- Sveučilište u Splitu, Pomorski fakultet, Split, Hrvatska[11][2][1]
- Turistička organizacija opštine Bar, Bar, Crna Gora[11][2][1]

Projekat WRECKS4ALL je ko-finansiran u okviru Instrumenta za pretpristupnu pomoć (IPA). Ukupan budžet projekta iznosio je 1.016.778,32 evra, od čega je 952.617,81 evro obezbeđeno kao finansiranje od strane EU, a 168.109,04 evra iz nacionalnih javnih izvora. 

## WRECKS4ALL 2.0
WRECKS4ALL 2.0, nadogradio je iskustva i rezultate  WRECKS4ALL projekta.  Ova inicijativa, pod nazivom "Kapitalizacija prenošenjem na nove teritorije modela WRECKS4ALL za zaštitu podvodnog nasleđa kroz njegovu digitalizaciju i valorizaciju kao novu turističku ponudu", WRECKS4ALL 2.0   imala je za cilj da prenese metodologije i rezultate WRECKS4ALL projekta. Nove teritorije jadranske regije, posebno područja u Italiji i Albanija osnažene su da upotrebljavaju VR tehnologije pri promociji podvodnih atraktivnosti i razviju nacionalni akcioni plan za poboljšanje ronilačke destinacije. Cilj projekta bio je promocija uloge kulture i održivog turizma u ekonomskom razvoju, socijalnoj inkluziji i socijalnim inovacijama u programskom području Južnog Jadrana. Ukupan budžet projekta iznosi 187.096,68 evra, od čega je 154.970,83 evra doprinos EU (stopa kofinansiranja 82,83% iz IPA/IPA II/IPA III).

### Aktivnosti WRECKS4ALL 2.0

###### Sistematizacija znanja i iskustava:
Konsolidacija i prenos informacija i naučenih lekcija iz implementacije WRECKS4ALL projekta kroz transfer dobrih praksi.

###### Usvajanje "WRECKS4ALL Akcionog plana":
Projekat je zagovarao usvajanje akcionog plana za poboljšanje upravljanja ronilačkim destinacijama, koji uključuje digitalni pristup podvodnom kulturnom nasleđu. 

###### Konferencije i B2B sastanci:
Projekat je organizovao posebne događaje za prenos znanja i uspostavljanje saradnje.  Konferencija "Budućnost jadranske prošlosti - Izazovi Jadranskog podvodnog kulturnog nasleđa za održivi razvoj turizma" okupila je stručnjake iz čitavog Jadranskog regiona.  Pored toga, B2B umrežavanje je imalo za cilj da podstakne saradnju između ICT kompanija, aktera kulturnog nasleđa, kreativnih industrija i turističkog sektora. 

###### Obuka i izgradnja kapaciteta:
Projekat je sproveo sesije obuke o podvodnoj arheologiji i fotogrametrijskom snimanju kako bi se poboljšali kapaciteti za digitalnu dokumentaciju i očuvanje podvodnog nasleđa na ciljnim teritorijama Crne Gore i Albanije. Obuka je osnažila 20 učesnika iz sektora kulturnog nasleđa.

###### Projektni partneri:
Univerzitet Crne Gore, Podgorica, Crna Gora 
Univerzitet Salento, Leče, Italija 
EURealtions G.E.I.E, Molise, Italija 
Opština Valona, Albanija

## Održivost i prenosivost
Projekat WRECKS4ALL je uspostavio model za očuvanje i valorizaciju podvodnog kulturnog nasleđa.  Njegova održivost je podržana kroz sobe virtuelne realnosti u Splitu, Mostaru i Kotoru i uspostavljanja istraživačkih jedinica za podvodnu arheologiju i arheologiju na Univerzitetu Crne Gore. Komponente projekta koje se mogu replicirati su VR/AR tehnologija, obuka u fotogrametriji i angažovanje zajednice. Ovo je dodatno potvrđeno kroz WRECKS4ALL 2.0, kapitalizacioni projekat dizajniran za proširenje modela na nove teritorije u Italiji i Albaniji. 

## Spoljašnje veze
- WRECKS4ALL HR-BA-ME475: Project Results (Short)
- WRECKS4ALL HR-BA-ME475: Project Results (Long)
- The Future of the Adriatic Past - WRECKS4ALL 2.0 Conference
- The Future of the Adriatic Past - The WRECKS4ALL 2.0 Conference
- Diving into the Future: B2B Networking for Cultural Heritage and Tourism Technologies Wrecks4All 2.0
- Wrecks4All 2.0 Training in Underwater Archaeology and Digitization of Underwater Cultural Heritage 1
- Wrecks4All 2.0 Training in Underwater Archaeology and Digitization of Underwater Cultural Heritage 2
- Wrecks4All 2.0 Training in Underwater Archaeology and Digitization of Underwater Cultural Heritage 3